# أوقست إميل براون
أوقست إميل براون (بالألمانية: Emil Braun)‏ هو عالم آثار ألماني، ولد في 19 أبريل 1809 في غوتا في ألمانيا، وتوفي في 11 سبتمبر 1856 في روما في إيطاليا.